# Teo Olivares
Teo Olivares (* 19. April 1990 in Medford, Oregon) ist ein US-amerikanischer Schauspieler. Bekannt wurde er durch seine Rolle als Jerry Crony in Neds ultimativer Schulwahnsinn. Er trat auch in anderen Serien auf und ist außerdem als Matthew Olivares bekannt.

## Filmografie
- 2004: Still Standing
- 2004: Frenching
- 2005: Zoey 101
- 2005: Neds ultimativer Schulwahnsinn
- 2007: Hannah Montana
- 2007: Standoff
- 2009: Natürlich Blond 3 - Jetzt geht’s doppelt weiter!
- 2010: Legendary – In jedem steckt ein Held
- 2013: Geography Club
- 2017: Santa Clarita Diet
- 2018: Criminal Minds